# Walter Arndt
Walter Arndt (ur. 8 stycznia 1891 w Landeshut, obecnie Kamienna Góra, zm. 26 czerwca 1944 w Brandenburgu) – niemiecki zoolog i lekarz.

## Życiorys
Arndt studiował medycynę i zoologię na Uniwersytecie Wrocławskim. Jeszcze podczas studiów zapraszano go do wzięcia udziału w różnych ekspedycjach, podczas których Arndt m.in. zakończył badanie Wysokich Taurów, Korsyki i Norwegii.
W 1920 został wolontariuszem Wydziału Zoologicznego Uniwersytetu Wrocławskiego, gdzie po raz pierwszy opublikował swoje odkrycia.
W 1921 Arndt zmienił pracę i został asystentem na Wydziale Zoologicznym w Berlinie. W 1923 był pomocnikiem w ważnym badaniu hydrochemicznym Morza Północnego. W 1925 został kuratorem, a w 1931 profesorem zwyczajnym (niem. ordentlicher Professor). Od 1926 działał jako wydawca Fauna Arctica. W 1938 został wybrany do Międzynarodowej Komisji Nomenklatury Zoologicznej (ang. International Zoological Nomenclature Commission).
Za uwagi krytyczne wobec nazizmu, Arndt został uwięziony w 1944 i skazany na śmierć. Pomimo wielu próśb władzy uczelni, Arndt został stracony 11 maja 1944 w Brandenburgu. Miał 53 lata.
Arndt był autorem prawie 250 publikacji naukowych z zakresu systematyki, anatomii, rozmieszczenia gąbek, helmintologii, fauny oceanicznej, muzeologii, toksyn zwierzęcych i in.